# Domino Rally
Domino Rally foi um brinquedo produzido e manufaturado pela Pressman Toys nas décadas de 1980 e 1990.
Originalmente nomeada Domino Track e desenhada por Jason Carroll, um adolescente de 16 anos, com a ajuda de seu pai. O design foi aprovado pelo American Idea Management (AIM). A ideia foi patentiada pela Universal Product Innovations, Inc. e foi fabricada pela Pressman Toys Inc.
Posterirmente novos conjuntos foram redesenhados e comercializados em separado.